# Đại Hồng
Đại Hồng is een xã in het district Đại Lộc, een van de districten in de Vietnamese provincie Quảng Nam.
Đại Hồng ligt op de zuidelijke oever van de Vu Gia.